# Dicranopygium cuatrecasanum
Dicranopygium cuatrecasanum är en enhjärtbladig växtart som beskrevs av Gunnar Wilhelm Harling. Dicranopygium cuatrecasanum ingår i släktet Dicranopygium och familjen Cyclanthaceae. Inga underarter finns listade.